# Sobór Świętych Apostołów Piotra i Pawła w Sydney (Strathfield)
Sobór Świętych Apostołów Piotra i Pawła – prawosławny sobór katedralny eparchii Sydney, Australii i Nowej Zelandii Rosyjskiego Kościoła Prawosławnego poza granicami Rosji.
Świątynia mieści się w Sydney, w dzielnicy Strathfield, przy ulicy Vernon 3-5.
Budowę soboru ukończono w 1953. Konsekracji dokonał 27 grudnia tegoż roku arcybiskup Teodor (Rafalski). W późniejszym czasie w pobliżu świątyni wzniesiono budynki parafialne i cerkiewną szkołę.